# Бошковићи (Горажде)
Бошковићи је насељено мјесто у граду Горажду, Босна и Херцеговина.

## Становништво
|         | 2013.      | 1991.        | 1981.        | 1971.        |
| Укупно  | 0 (0,000%) | 10 (100,0%)  | 32 (100,0%)  | 38 (100,0%)  |
| Бошњаци | –          | 10 (100,0%)1 | 32 (100,0%)1 | 37 (97,37%)1 |
| Остали  | –          | –            | –            | 1 (2,632%)   |

1. 1 На пописима од 1971. до 1991. Бошњаци су пописивани углавном као Муслимани.